# Scefro
Nella mitologia greca, Scefro era il nome di uno dei figli di Tegeate e di Mera, la figlia di Atlante,

## Il mito
Aveva diversi fratelli: Leimone e Archedio e secondo altre versioni a questo elenco si aggiungevano Cidone, Catreo e Gorti che forse era il figlio di Radamanto) 
Era diventato amico del dio Apollo, con cui parlava tranquillamente in occasione di una sua venuta con la sorella Artemide in quei luoghi. Durante l'amabile conversazione venne brutalmente interrotto da un suo fratello, Leimone, che credendo stesse calunniando la divinità trovò opportuno ucciderlo. A questo evento l'ira delle due divinità si abbatte prima sull'assassino uccidendolo e poi sul paese intero. Mera e Tegeate non sapevano come riuscire a calmare le divinità a nulla valsero tutti i sacrifici che ordinavano, la carestia si era abbattuta sul paese. Alla fine si rivolserò all'oracolo di Delfi che suggerì di rendere gli onori funebri al giovane. Fu fatto e gli dei si calmarono. 